# Головин, Пётр Николаевич
Пётр Никола́евич Голови́н (1897—1968) — советский миколог и фитопатолог.

## Биография
Родился в Новочеркасске 12 июля 1897 года. Учился в местном реальном училище, затем — в Донском сельскохозяйственном институте. В 1925—1927 работал в Дагестане, осенью 1927 года направлен в Ленинградский институт зоологии и фитопатологии, окончил его в 1930 году.
С 1934 по 1951 год Пётр Николаевич преподавал в звании профессора и возглавлял кафедру низших растений Среднеазиатского государственного университета. Ездил в экспедиции по пустыням и горам Средней Азии, в частности, на Памир и Тянь-Шань. Несколько лет П. Н. Головин был деканом биологического факультета САГУ.
Пётр Николаевич Головин впервые выделил свыше 200 новых видов грибов. Также занимался изучением перспектив использования грибов для борьбы с вредными насекомыми и грибных болезней хлопчатника, плодовых и бахчевых культур.
В 1951 году Головин стал старшим научным сотрудником Ботанического института имени В. Л. Комарова, до 1962 года работал в Ленинграде. Также с 1951 года был членом Всесоюзного ботанического общества, заведовал кафедрой общей фитопатологии Института зоологии и фитопатологии.
Скончался Пётр Николаевич Головин 18 августа 1968 года. Похоронен в городе Пушкин на Казанском кладбище.

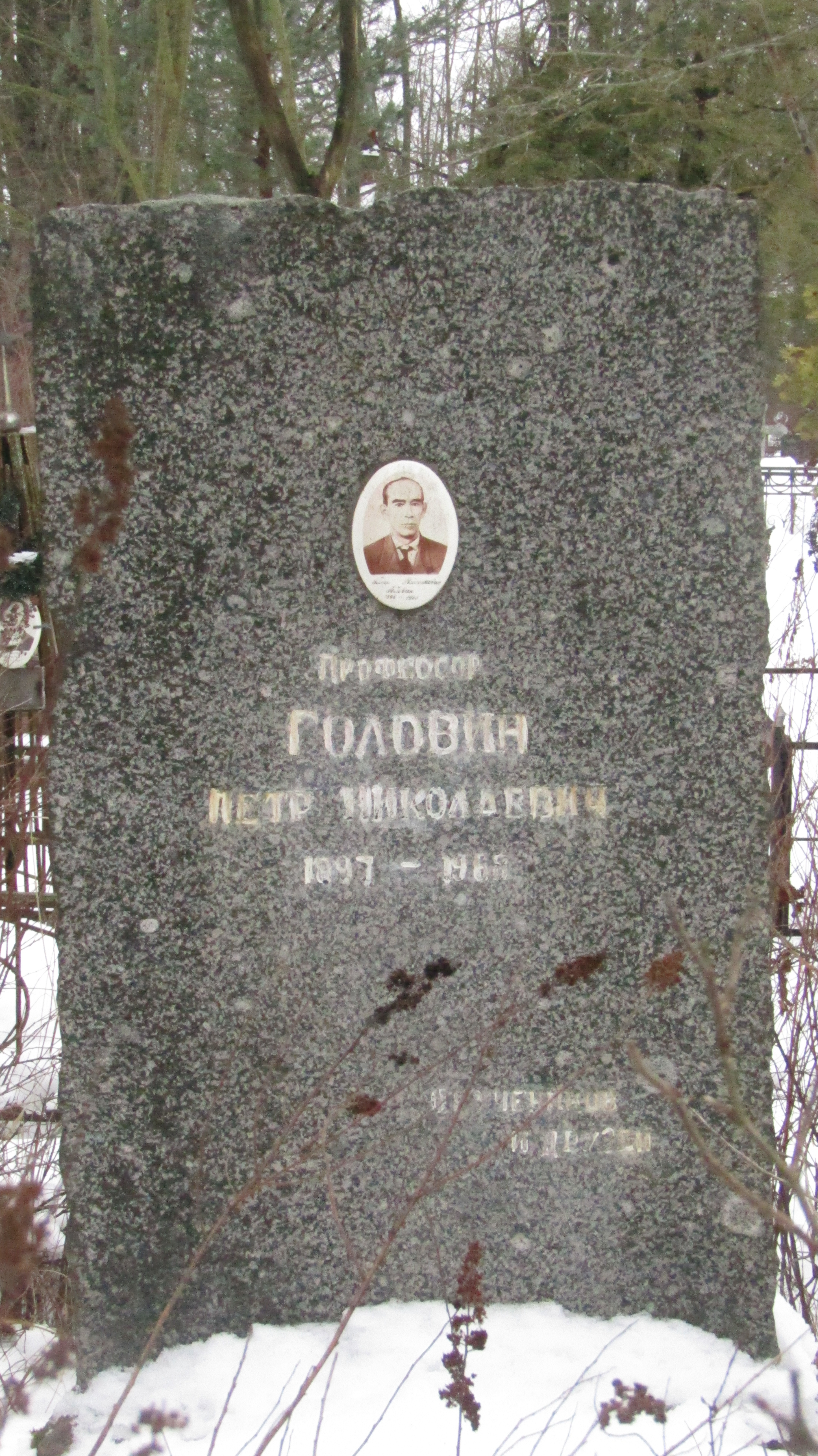
Могила Головина П.Н

## Некоторые научные работы
- Головин П. Н. Мучнисторосяные грибы, паразитирующие на культурных и полезных диких растениях. — Л., 1960. — 262 с.
- Головин П. Н. Грибы оазисов Восточной Туркмении. — Л., 1965. — 339 с.
- Головин П. Н. Словарь-справочник фитопатолога. — Л., 1967. — 382 с.

## Роды, названные в честь П. Н. Головина
- Golovinia Mekht., 1967
- Golovinomyces (U.Braun) Heluta, 1988 [≡ Erysiphe sect. Golovinomyces U.Braun, 1978]